# جيمس ميتشيل أشلي
جيمس ميتشيل أشلي (بالإنجليزية: James Mitchell Ashley)‏ هو سياسي أمريكي، ولد في 14 نوفمبر 1824 في بيتسبرغ في الولايات المتحدة، وتوفي في 16 سبتمبر 1896 في آن آربر في الولايات المتحدة. حزبياً، نشط في الحزب الجمهوري. وقد انتخب Governor of Montana Territory ‏ (9 أبريل 1869 – 12 يوليو 1870) وانتخب عضو مجلس النواب الأمريكي.